# Tổng giáo phận Chicago
Tổng giáo phận Công giáo La Mã Chicago (tiếng Latin: Archidioecesis Chicagiensis) được thành lập với vị thế một giáo phận vào năm 1843 và được nâng lên thành một tổng giáo phận vào năm 1880. Nó phục vụ hơn 2,3 triệu người Công giáo ở các quận Cook và Lake ở Đông Bắc Illinois, Hoa Kỳ, một diện tích 1.411 dặm vuông (3.650 km2). 
Blase Joseph Cupich được Giáo hoàng Phanxicô bổ nhiệm làm Hồng y, Tổng Giám mục Chicago vào năm 2014, và được hỗ trợ bởi sáu giám mục phụ tá. Nhà thờ chính tòa của tổng giáo phận là Nhà thờ Holy Name. 
Tổng giáo phận Chicago là Tổng giáo phận đô thành của giáo tỉnh Chicago. Các giáo phận trực thuộc tổng giáo phận này các giáo phận Công giáo khác ở Illinois: Belleville, Joliet, Peoria, Rockford và Springfield.